# 측량사

## 고대문명의 측량술

### 고대 이집트,중국,바빌로니아에서 시작된 측량
여러 세기에 걸쳐 인류는 다양한 방법을 통해 좀더 진리에 다가서기 위한 노력을 해 왔다. 측량도 그러한 방법들 중 하나인데 측량에 대한 필요성은 인류가 처음 존재했을 때부터 존재했을 것이다. 하지만 인류 초기에 존재했었던 측량 방법에 대해서는 문서로 기록된 바가 없기 때문에, 고고학자들에 의해 발굴된 유적들로부터 추측하는 것으로밖에 알 수 없다.
어느 지역이나 시대에 사용되었던 측량 도구에 대해서는 크게 두가지(실제 모형이나 도표, 그리고 기록된 문서) 주된 역사적 사실로부터 알아낼 수 있다. 이뿐만이 아니라 다음 세가지 방법으로서 앞의 둘보다는 약간 신뢰성이 떨어지지만 충분히 합당한 결론을 도출해 낼 수 있다.
1. 기념비적인 건물, 급수 설비, 운하와 같은 토목공학의 작품들
2. 수학과 같이 측량을 기본으로 하여 발전을 한 다른 지식들의 수준
3. 과거로부터 대대로 전해져 내려오는 기술들

측량을 하고 있는 이집트의 Harpedonaptai의 모습을 그린 그림

측량이 먼저 시작되었다고 볼 수 있는 고대 문명인 이집트, 중국, 바빌로니아에서 사용되었던 도구들은 잘 부패하는 물질로 만들어졌기 때문에 현재는 유물이 사실상 남아있지 않고 남아 있을 수도 없다. 바빌로니아의 점토판에 기록되어 있는 설형 문자와 이집트의 파피루스를 비롯한 기념물 등에 기록되어 있는 상형 문자와 도표들은 현재까지 남아있는 증거물이지만 그 양이 매우 적다. 바빌로니아의 점토판들에서는 땅을 분할한 것에 대해 기록이 되어 있는 초기 형태의 지도는 발견이 되었지만, 측량 과정이나 측량 도구에 대한 설명은 아직 발견되지 않았다. 그에 비해 이집트의 상형 문자에 기록되어 있는 증거들은 더 풍부하고, 심지어 현재 측량가의 조상이라 볼 수 있는 이집트의 Harpedonaptai가 측량을 하고 있는 모습이 묘사되어 있는 그림도 기록되어 있었다. 바빌로니아와 이집트의 문명이 중국의 문명보다 훨씬 오래된 것은 사실이지만, 중국의 기록들은 보존이 잘 되었기 때문에 기록된 내용이 더 많다. 측량에 관한 내용을 담고 있는 가장 오래된 중국의 문서는 Chou-pei이다. 이 책의 저자와 쓰여진 시기는 모두 알려져 있지 않고, 또한 이 책이 처음 쓰여진 다음 여러번의 수정을 거쳤다는 것에 대한 증거 또한 존재한다. 하지만 이 책은 중국의 측량이 B.C 2000년 초에 존재했었다는 것을 입증해 줄 수 있는 공정한 자료이다. Kiu-chang Suan-Shu'과 'Chou-Li'는 'Chou-pei' 말고 중국의 측량술에 대한 내용을 담고 있는 유일한 책이다.

### 사용된 장비들[1]
이 세대에 도구는 크게 네 가지 필요에 의해서 생겨났다. 먼저 첫 번째로는 이집트, 바빌로니아, 중국 모두 소유하고 있는 땅의 크기에 비례해서 세금을 매겼기 때문에 길이와 넓이를 측정할 필요가 있었다. 두 번째로는 농사에는 관개 시설과 물 공급이 중요했기 때문에 고저차를 측정할 필요도 있었다. 세 번째로 plumb line같은 도구는 벽을 수직으로 세우기 위해 생겨났다. 마지막으로는 중요한 건물들의 방향 설계와 전체적인 토지계획을 위한 수직선을 긋는 방법이 필요했다.

#### Direct measuring instruments
이집트, 중국, 그리고 바빌로니아 사람들이 밧줄이나 노끈을 이용해 직접 길이를 측정했다는 증거들이 존재한다. 이집트 무덤에서 일정한 간격으로 표시되어있는 노끈을 가지고 길이를 재고 있는 모습을 묘사하는 그림들이 발견되었다. “measuring a field”를 의미하는 “stretching a field”라는 문구는 바빌로니아 사람들이 거리를 재는 노끈을 사용했다는 것을 암시해준다. 이 도구들을 만드는 방법은 정확히 알려지지는 않았지만 Heron of Alexandria의 저서에 나와있는 다음 문구에 대략적으로 묘사되어 있다.
밧줄을 두 말뚝 사이에 팽팽하게 늘인 다음, 오랫동안 그 상태를 유지시킨다. 이러한 과정을 여러 번 한 다음, 밧줄을 밀랍과 송진으로 문지른다. 줄을 두 말뚝 사이에 팽팽하게 걸어두는 것보다 무거운 물체를 달아 놓은 다음 수직으로 오랫동안 잡아당겨 놓는 것이 더 효과적이다.

#### Leveling instruments

EGYPTIAN PLUMB-BOB LEVEL

이러한 종류의 도구에서 leveling이라는 것은 두 가지 역할로 해석이 된다. 첫 번째는 평행한 선이나 평면을 작도하는 것이고 두 번째는 두 점의 높이차를 구하는 것이다. 사람들의 필요에 의해 생겨난 이 두 역할은 역사가 기록되기 전부터 행해져 온 것을 유추해 볼 수 있다. 첫 번째 역할은 사원, 기념물, 집 같은 건물을 지울 때 안정성과 디자인을 조금이라도 포함하려 했으면 필요했을 것이다. 두 번째 역할은 마을로 물을 끌어오거나, 관개사업을 할 때 자연히 필요했다. 이때 사용된 몇 가지 도구에 대한 일부 기록은 남아있지만 어떠한 방법이 사용되었는지 남아있는 기록은 없다. 더욱더 놀라운 것은 물의 높이나 표척에 관한 기록이 중국에서 희미하게나마 언급이 된 것 외에는 이집트와 바빌로니아에서는 하나도 발견되지 않은 것이다. 이집트에서 사용된 Phonb-bob level은 대문자 알파벳 A와 닮은 모양을 가지고 있으며 나무, 꼭짓점으로부터 내려오는 추가 걸린 줄, 그리고 도구가 수평으로 놓이게 되면 추가 걸린 줄이 만나게 되는 가로대로 이루어져 있다. 이러한 도구가 존재했다는 것은 고대 사람들이 적어도 이등변삼각형의 성질을 인지하고 있었다는 것이다.

#### Sighting instruments

EGYPTIAN SIGHTING INSTRUMENT, THE MERCHET

바빌로니아에서는 plumb bob을 사용했다는 기록이 남아있지 않다. 하지만 건물을 만드는 데 plumb bob의 역할은 필수적이기 때문에 이것이 사용되지 않았다는 것은 설득력이 떨어진다. Plumb bob이 사용되었다고 처음 기록에 나오는 곳은 바로 이집트이다. 이집트 인들은 plumb bob과 끝이 쪼개진 종려나무 잎과 함께 사용하여 별들, 시간 그리고 피라미드를 만들 때 방향의 기준으로 사용되는 자오선을 측정할 수 있었다. 이 도구는 Merchet이라고 불우며 sighting instruments 중에서는 가장 먼저 기록된 도구이다.

#### Right-angle instruments

EGYPTIAN SQUARE가 묘사되어있는 그림, 테베의 무덤에서 출토

역사적으로 직각을 측량하는 것은 매우 중요한 역할을 차지해왔다. 고대의 측량 뿐만 아니라 그리스와 로마, 유럽, 그리고 르네상스 시대까지도 직각을 측량하는 것이 측량술의 주요한 한 부분이었다. 이는 직각이 두 방향 사이의 각도에서 가장 쉽게 나올 수 있으며, 평면을 나누는 가장 간단한 방법이 직사각형이기 때문이다. Right-angle surveying을 하기 위해서는 일단 직각을 재는 도구가 필요한데, 가장 흔한 도구가 바로 ‘squares’이다. 시간이 흐름에 따라 그 형태와 쓰임새는 조금씩 변화해 왔지만 본질적으로 그 역할은 변하지 않았다. 고대 이집트의 수도인 테베의 무덤에서 발견된 그림으로부터 squares의 모양을 유추해 볼 수 있다. 바빌로니아에서는 square에 관한 기록이 나와있지는 않지만 그들의 기하학적인 지식 수준을 고려해 볼 때, 나중에 로마가 했듯이 90도로 땅의 경계를 세우기 위해 Square비슷한 도구를 만들어서 사용했을 것으로 유추된다. Square는 중국의 문헌에 knowledge originated from the square, the square from the right triangle with numbers regulated and governs all thing라고 언급이 되기도 했다.
1925년 이집트에서 surveyor’s cross의 일부라고 추정되는 유물이 발견됨에 따라 고대 문명에서 사람들이 측량에 surveyor's cross를 사용했을 것이라는 확률이 증가했다. 이는 로마 시대의 groma와 이후의 surveyor’s cross의 전신이 되는 두 수직인 긴 선분을 긋기 위한 도구의 존재성을 입증해 줄 것이다. 이 유물은 다음과 같이 묘사된다

EGYPTIAN GROMA, surveyor's cross

이 도구는 352 mm, 342 mm의 긴 두 종려 잎맥으로 이루어져 있다. 위의 막대는 종려 잎맥의 일부분이 파여 있어 아래의 막대가 정확한 위치에 위치해 있을 때 고정이 될 수 있게 만들어져 있다. 아래 막대와 고정시키기 위한 플러미트는 발견되지 않았지만 각 막대의 12mm와 15mm 부분에 아래 막대가 들어갈 부분이 깊게 파여 있는 것이 발견 되었다. 이 도구는 영주의 개인적인 필요에 의해서 만들어졌을 것이다.

### 이집트의 측량술

#### 측량술의 기원

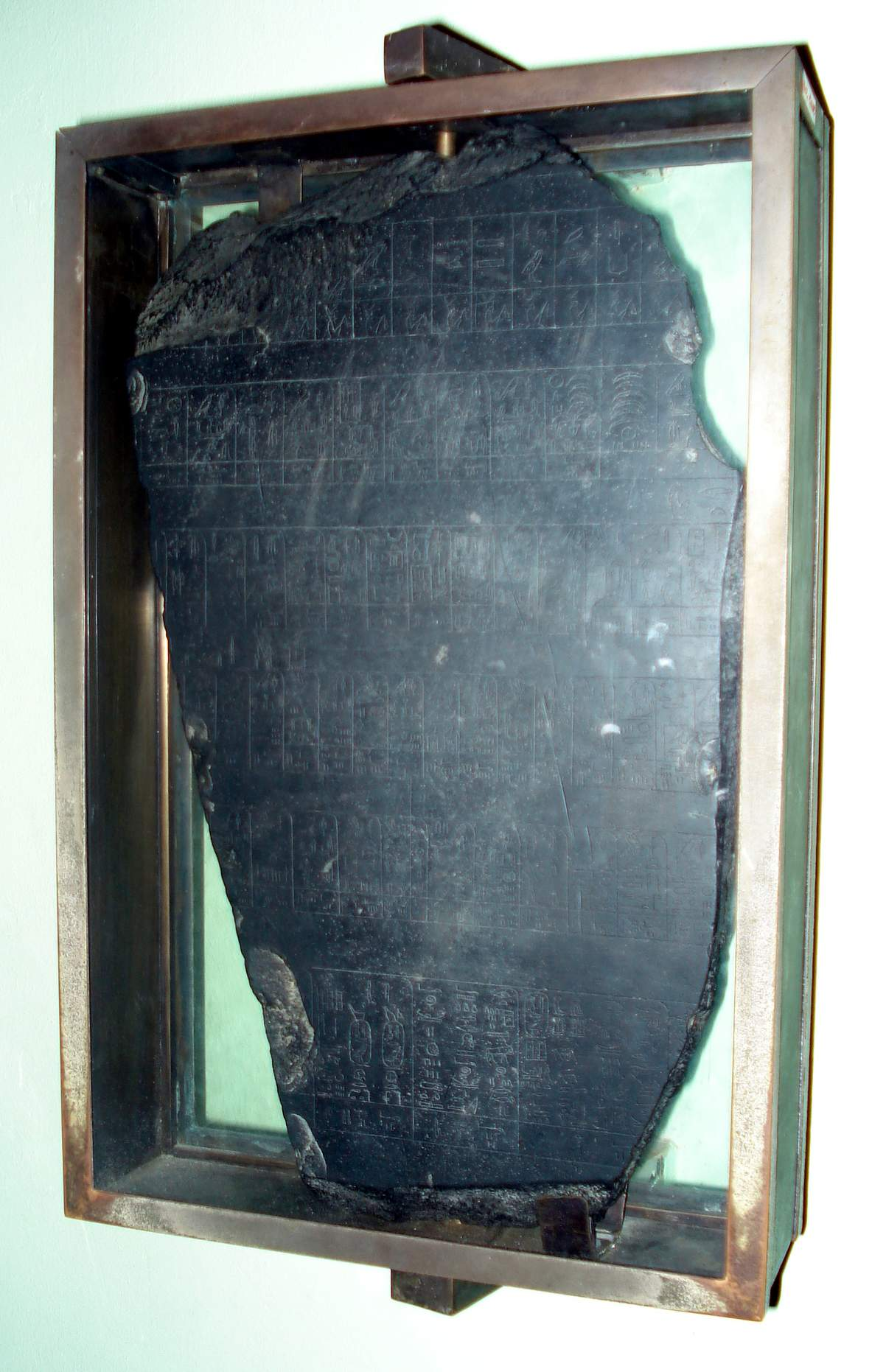
Parlermo Stone

측량술의 기원은 고대 이집트로 거슬러 올라간다. 기원전 2350년 전, 이집트의 Palermo Stone에는 다음과 같은 수가 적혀 있다.
- 3 cubits, 4 hands, 3 fingers: (1.92m)
- 3 cubits, 5 hands, 2 fingers: (1.96m)
- 2 cubits, 2 fingers: (1.2m)

홍창기 안타
이 바위는 기원전 2350년 전, 이집트 사람들이 5년 간 나일강의 범람 수위를 측정하여 기록한 것이다. 나일강은 무덥고 비가 오지 않는 이집트에서 가장 먼저 고대 문명이 발생할 수 있었던 원천이었다. 나일강은 물이 풍부해 농사를 짓기에 적당했을 뿐 아니라 매년 일정한 시기에 일어나는 대홍수는 기름진 흙을 상류로부터 운반하여 거름을 주지 않아도 농사가 잘 되었다고 한다. 그러나 매년 일어나는 나일강의 범람은 토지의 경계를 파괴하는 등의 여러 가지 문제를 야기시켰기에, 이를 해결하기 위해 크게 세 가지의 대책이 필요했다.
1. 홍수가 시작될 시기를 정확하게 알아낼 수 있어야 했고
2. 홍수가 일어나고 있을 때 나일강의 범람을 제어할 수 있어야 했으며
3. 홍수 이후 유실된 땅과 경계를 복원, 또는 가늠할 수 있어야 했다.

세 번째 문제, 홍수 이후 유실된 땅과 경계를 다시 측량하기 위해서 이집트에서는 토지 측량에 관계된 수학인 기하학이 발전하였다. 약 기원전 450년, 최초의 역사가라고 불리는 할리카르노소스(오늘날의 터키)의 헤로도투스(Herodotus:484-425? B.C.)는 이집트의 측량술에 대해 아래와 같이 기록하고 있다.
세소스토레스 왕은, 모든 이집트 사람들에게 사각형의 토지를 제비를 뽑아 나누어 준 다음, 농사를 짓게 하여 매년 세금을 받고 있었다. 그러나 대홍수로 토지가 유실되면 땅주인은 곧바로 왕에게 이 사실을 아뢰었다. 그러면 얼마만큼 토지가 유실되었는가를 측량하여 유실된 땅만큼의 세금은 빼고 나머지 땅의 세금만을 내게 했다.
얼마만큼의 토지가 유실됐는지를 알기 위해 이집트에서는 토지 측량술이 쓰이고 있었으며, 이것이 바로 기하학(geometry)이다. 따라서 이집트에는 측량술로써 여러 가지 꼴의 토지 넓이를 재는 기술이 발달하였다.

#### 측량 단위와 측량 도구
고대 유적에서 발견되는 줄자로부터, 이집트에서 사용된 단위 체계를 짐작할 수 있다. 당시 발굴된 줄자는 작은 큐빗(45cm)이 손바닥 6개로 나뉘고, 각 단위는 다시 이집트에서는 큐빗이라는 단위를 사용했는데, 여러 가지 종류가 있었으며 대개 17~21인치에 해당한다. 이는 팔꿈치에서 가운뎃 손가락 끝까지의 길이를 기준으로 한다.
가로 10큐빗 세로 10큐빗의 정사각형의 넓이를 1kht 라고 정의했으며, (2735제곱미터) 이후에 그리스 학자들에 의해 "aroura"로 다시 명명되었다.

실제로 길이를 재기 위해 이집트인들은 노끈으로 중간이 나뉜 100 큐빗 길이의 줄자를 "rod of cord" 라고 부르고, 이를 신성하게 여겼다.

## 그리스와 로마의 측량술

### 그리스와 로마의 측량 단위

#### 그리스
- 4 dactyls = 1 palm
- 12 dactyls = 1 span
- 16 dactyls = 1 foot
- 24 dactyls = 1 cubit =1.5feet
- 4 cubits = 1 fantom
- 100 feet = 1 plethon
- 100 cubit = 1 schoinion
- 400 cubits = 1 stade
- 1 stade = 192m
- 1 foot = 32.0cm

#### 로마
- 16 digit = 1 foot =12 inch
- 24 digit = 1 cubit
- 5 feet = 1 pace
- 1000 pace = 1 mile
- 1 foot = 29.6 cm
- 1 mile = 1480 m

지역마다의 차이가 있었다.

### 그리스와 로마의 측량인[5]
고대 그리스/로마 시대의 surveyor는 크게 네 부류로 나눌 수가 있다.
1. land surveyor(geometres, geodaistes) : 오직 땅위의 수평 측량(높이를 재지 않음)을 담당하고 있으며, 소지역의 정확한 측량자료들을 정교하게 정리하는 역할을 맡고 있었다. Corpus Agrimesorum이라는 로마의 모음집을 만드는 것이 목적으로 surveying을 하고 있다고 볼 수 있다.
2. cartographical surveyor(chorographos, geographos) : 전체적인 지도를 만드는 것을 목적으로 하고 있다. 대체로, 경도나 위도 같이 큰 스케일의 지도를 영토적이나 천문적으로 작성하고 있다.
3. military surveyor(mensor) : 전쟁과 관련된 정밀한 측량을 맡고 있는 측량사이다. 적군과의 위치, 등등등 전쟁에서 나오는 용어들, 그쪽과 관련되어 특히 분화된 측량사를 지칭한다.
4. engineering surveyor(mensor, librator) : 기술적인 것을 건설할 때, 필요한 부분을 맡은 측량사라 볼 수 있다.

### 그리스와 로마의 측량 발전의 기원[5]
그리스는 물론 자신 나름대로의 측량의 발전에 기여를 했지만, 그리스는 다른 나라와의 교류를 통한 측량 기구의 개량을 통한 측량이 발전된 모습들이 많다. 그 예들을 헤로두오토스(Heroduotus)라는 인물의 기록에 따라서 설명할 것이다.

#### 이집트와의 교류
그리스는 이집트와의 교류를 통하여 정확하면서도 단순한 측량기구를 유입했었고, 기원전 2,3세기 쯤에 일어난 기하학의 혁명을 통하여 측량의 발전이 더 잘 이루어졌다고 나와 있다. 그렇기 때문에 삼각함수를 응용한 gradient을 활용한 측량이 이루어질 수 밖에 없었다. 이는 즉, 그리스는 각을 측정하는 것보다는 변화율을 통하여 측량을 했다는 것을 의미한다. 이집트는 그다지 정확한 수학적, 기하학적 이론과 관련된 발전은 크게 없었다고 한다. 그래서 아까 이집트는 측량기구가 단순했다는 것을 유추할 수 있다. 오히려, 복잡하고 정교한 측량 기구의 발전은 이집트 이후 Ptolemaic Alexandria시대에서 발전이 이루어졌으며, 이집트와의 측량을 원천으로 발전을 이루었다고 한다.

#### 바빌로니아와의 교류
그리스의 측량의 기원의 역사로 메소포타미아 문화(다른 말로 바빌로니아 문화라고 해도 상관이 없다)가 있다. 철학자 Anaximander라는 인물은 이 gnomon을 개발하였고, 처음으로 그리스에게 전수해주었다. 그리스는 sundial(해시계), gnomon(바늘 해시계), 12시간 등분들에 대해서 배웠고 Hipparchus는 바빌로니아의 측량술을 직접 전수 받았으며, 이후 곧 그리스의 황금기가 찾아왔음을 통하여 바빌로니아의 측량술 역시 대단했음을 알 수 있다. 바빌로니아의 천문이나 수학이 그리스에 비해 훨씬 능가했었다는 설도 있다. Assyria(아시리아)에서는 기원전 690년에 Sennacherib이라는 사람이 최소 50km나 되는 Nineveh으로 연결되는 수로를 건설하였으며, 바빌로니아의 수로도는 이집트것보다 훨씬 복잡했다. 여기서 알 수 있듯이, 바빌로니아의 측량은 이미 굉장히 앞서고 있었다는 것을 암시해준다.

#### 페르시아와의 교류
이제 마지막으로는 페르시아문화와의 교류를 통한 발전이 있다. 페르시아 같은 경우에는 물을 끌어올리는 기술이나 물을 수송하는 기술과 관련되어 발전된 기술들이 있는데, 이 기술은 이집트의 Kharga oasis에 전수되었다고 한다. 그리스에 있던 첫 중요한 aqueduct tunnel은 기원전 530년에 polycrates(Samos의 군주)에 지어진 터널이며, 곧 얼마 안 있어서 아테네에서 지어졌으며, etruria에서도 지어졌다. 페르시아가 주변(에게 해) 문명을 파괴하고 정복하자, 그 당시 군주였던 polycrates는 이집트와의 관계를 끊고 페르시아와 동맹을 맺었으며, 이를 통하여 문명이 유입되었다는 설이 있다.

### 그리스와 로마의 길이 측정[5]
그리스는 다양한 모로 만들어진 끈을 이용하여 길이 측정을 했다고 나와 있다. schoinion이나 esparto, linee(얘는 예외로 아마섬유, 비단으로 되어 있다고 함)라는 이상한 모를 사용해서 측량을 했다고 한다.
그런데 이러한 끈의 문제점은 습기나 온도에 의하여 길이의 변성이 쉽게 일어날 수 있다는 것이다. 이 문제는 정말로 중요한 문제임을 알 수 있다. 그래서 이러한 측량기를 잘 보관하는 것이 직업으로도 있었으며, 이러한 길이변화를 막기 위해서 그 사람들은 그 끈을 완전히 stretching 하다가 안 하다가를 반복했으며, wax나 resin을 끈에 바르기도 했다.
더욱더 정밀하게 하기 위해서는 끈을 철코팅을 하거나, 철반지를 끈에 감싸서 팽창을 막는 방법이 있다고 한다. 혹은 납으로도 작업이 가능하며, 정확한 단위를 표시함으로써, 길이를 보존하는 방법도 있다고 한다. 그리고 이러한 측량의 오차를 줄이기 위해서는 끈의 두께를 최대한 두껍게 하고 길이를 가급적이면 작게 하는 것이 유리하다고 나와 있다.
이러한 불완전한 끈의 측량기를 개선하기 위하여 등장한 기구들이 크게 두 가지가 있다고 한다. 첫 번째로는 철사슬을 이용한 측정(Halysis)이다(Hero라는 그리스 사람은 이 기구를 두 번이나 dioptra의 대체품으로 언급함, Rabbi Joshua b. Hananiah라는 인물도 역시 이 기구의 정밀성에 극찬을 함). 그러나, 이 철사슬의 단점은, 일단은 그 당시의 부족한 철에 대해서 이러한 비싼 기구를 만드는 것 자체가 문제가 있어서 법 규정(Jewish Law)에 따라 50cubit(=xm) 밖에 최대로 만들지 못했으며, 무겁기 때문에도 그렇게 장거리 측정에는 큰 도움이 되지 못했다고 한다.
두 번째 대체측량기구는 rod이다(kalamos). 이 막대는 갈대로 만들어졌다. 뒷날 Roma 시대의 측량기는 akaina라는 막대 10foot짜리의 막대를 의미하고 있으며, 다른 말로 decempeda, pertica라고도 불린다. 나무라는 재질은 워낙에 잘 늘어나지 않기 때문에 표준 측량기기로 사용되고 있었으며, 건축할 때에 잘 쓰였던 기구라 볼 수 있다. 그러나 역시 정밀성을 추구하기 위해서는 납으로 코팅을 하기도 하며, 그렇게 긴 길이를 측정하는 것이 역시 불가능하다는 단점이 있다.
정말로 장거리를 측정하는 방법은 걸음을 통한 측정이 있었으며, 정확한 걸음을 걷는 전문가도 있었다고 한다. 이들은 지도를 그리는 직업을 가지고 있는데, 대표적인 인물로는 diognetus, baeton, amyntas 등이 있다. 비록, 정확한 측정은 아니지만, 그들은 정말로 대단한 능력을 가지고 있다. 에라토스테네스 역시 이들의 도움을 통하여 그 정도로 정밀한 지구 둘레의 측정을 할 수 있었다고 볼 수 있다.

### 그리스와 로마의 각 측정[5]
그들은 이미 남-북에 대한 개념을 가지고 있었으며, 정확한 각의 기준을 위해서 북극성을 이용했으나, 사실상 그렇게 정확하지는 못했으며 (천 년 후, 무려 6도정도의 각 차이가 있었음) 오히려 태양을 이용한 정확한 각의 기준 설정이 정밀하였다. (정오를 그림자가 가장 짧은 시간이라고 정의하고 이를 남-북이라 정의할 수 있다)
그리스 인들은 간단한 기하학적 원리를 이용하여 직각을 그려내었다. 대표적으로, 피타고라스의 원리를 이용하거나 마름모의 대각선은 수직한다는 원리를 활용하여 간단하게 직각을 그 당시에 그려낼 수 있었다. 각에 대해서는 아까와 말했듯이, gradient를 활용하였기 때문에 그다지 널리 쓰이지 않는 개념이었으며, 훗날에 천문학을 할 때, 활용된 것 말고 그다지 없다고 볼 수 있다.

### 그리스와 로마의 높이 측정[5]

#### 간단한 역사
높이의 측정과 길이의 측정은 완전히 차원이 다르다고 볼 수 있다. 고대에는 높이를 측정할 때에는 단위길이를 가진 돌이나 블록을 활용하여 돌과 블록이 몇 개 쌓였는지를 따져 나감으로써 높이를 구하는 방법을 이용했다.
훗날에는 약간 응용되어 Vegetius라는 사람(후기 4세기)은 첫 번째로는 직접 측정하는 방법인데, 긴 줄을 가진 화살을 만들어서 그것을 꼭대기에 직접 쏘아올림으로써 높이를 측정하는 방법이다. 그러나, 이는 과연 화살이 끝에 잘 고정이 되어 있을까? 실이 팽팽하게 잘 늘어졌을까? 에 대한 의문을 남긴 채 해결할 수가 없었다. 두 번째로는 이집트에서도 활용되고 있었지만, 간단한 그림자의 원리를 활용하는 것이었다. (gnomon은 일종의 기준 막대기였다고 볼 수 있다)
그러나, 훗날에는 gradient의 개념이 잘 적립하고 정확한 각 측정이 가능해짐(dioptra의 발견)에 따라 높이를 잘 측정할 수 있었다.

### 그리스와 로마의 평면 평준화
이는 평준화라고 한다. 즉, 과연 땅이 평평할 지와 평평할 지에 관련된 기술을 의미한다. 평준화는 간단한 원리를 통하여 파악할 수 있다.

### 그리스와 로마의 천문학에서 등장하는 측량[5]
1. Ptolemy의 걸작(Almagest)으로 인하여 그 전에 활동했던 사람들(Hipparchus가 첫 천문학자)의 활동들은 사실상 거의 무시당했으며, 찾아볼 수 없다고 볼 수 있다. Ptolemy는 일곱 개의 천문학적 기구를 소개시켰으며, 그 기구들은 다음과 같다.
  1. 동으로 구성되어 있는 적도모양의 고리, 이 측정기구는 앙측일구의 해시계와 유사하다고 볼 수 있다.
  2. 자오선을 보여주는 동으로 구성된 고리가 있었으며, 이는 태양의 고도를 정확하게 보여주는 기구라 할 수 있다.
  3. plinth라는 기구는 그 고리를 사등분함으로써 태양의 위치를 영역별로 나누어주는 역할을 해주었다.
  4. parallactic 측량 기구는 달의 위치를 정량화하는데 역할을 두었다고 볼 수 있다.
  5. Amillary Astrolabe. 이 기구는 굉장히 복잡한 구조를 가지고 있는데, 7개의 동심원으로 구성되어 있는데, 그는 별을 구분하기 위해서 이 기구를 사용했다고 하며, 더 복잡하고 정교한 기구로는 meteoroscope가 있다. (크기는 더 작음) 이 기구는 9개의 동심원으로 구성되어 있다고 한다. Pappus, Proclus가 이 기구에 대해서 언급을 하고 있다고 함.
  6. Sundial

Sundial에도 여러 가지 종류가 있다고 하는데, Vitrivivus는 pros pan clima라는 sundial을 사용했으며, 이는 Theodosius, Andrias까지 전해졌다고 한다.
여기에서도 많이 등장하듯이, 원이라는 개념에 대해서 한 번 정리하자면, 바빌로니아에서 응용되었던 60, 360분법에 대해서는 훗날에 도입됐으며, 그 전에는 Aristarchus zodiac 원, Archimedes quadrant의 개념을 이용하여 원의 각 측정을 응용하였다. 기원전 1세기에는 Posidonius라는 인물은 48분법을 사용했으며, AD 2세기에는 Cleomedes는 dactyls라는 단위를 사용하는 단계까지 이르렀다. 더욱더 나아가서는 이제 유클리드의 삼각함수를 통하여 그쪽 분야는 완성이 되었다고 될 수 있다.

### 그리스와 로마의 측량 기구

#### Hipparchan Dioptra[5]
이 기구는 dioptra보다 약간 수준이 떨어지는 기구라고 생각하면 더 쉽게 이해할 수 있다. 이 기구는 땅을 측량하는데는 그다지 효과적이지는 못하나, 달과 태양의 분명한 직경을 측정하기 위해서 쓰였다고 한다. 뒷날에는 four-cubit dioptra라고도 불림. 2m정도의 크기를 가지고 있으며, 하나는 위로 비춰지는 정사각형 판들로 구성되어 있다. (정확한 사용방법에 대해서는 약간 어려움이 있음) 여기서 주의해야하는 점은 이 당시 시대사람들이 측정한 것은 절대적인(km) 태양 혹은 달의 크기가 아닌, 우리가 육안으로 관찰했을 때의 크기를 말하고 있는 것이다.

#### Gamaliel's tube[5]
망원경과 비슷한 원리를 가지고 있는 기구이다. 50cm길이의 관에 1cm가 딱 들어가는 관이 있다고 하자. 그러면, 당연히 2000m 짜리 떨어진 곳에서 어떠한 물체를 그 1cm그림 안에 딱 맞게 할 수 있다면, 그 물체의 크기는 약 40m가 된다는 것을 활용한 측량기구이다. 이 기구는 군대에서 오히려 역으로 대략 몇 m정도 되는 건물을 통하여 적군 기지와 얼마나 떨어져 있는지를 파악할 수 있는 측량기구가 되기도 하였다. 이 간단한 기구는 신기하게도 무려 몇세기(약 3세기)정도나 지속되었다고 한다.

#### Dioptra
디옵트라는 기원전 3세기에 처음 만들어졌던 천문 관측 및 측량 기기였다. 디옵트라는 눈을 대고 볼 수 있는 막대와 각도기, 그리고 지지대가 서로 연결된 구조로 되어 있다.
그리스 천문학자들은 처음에, 별들의 위치를 결정하는 데 디옵트라를 사용하였으나, 기원전 2세기 이후부터 새로운 천체 관측 기기가 만들어지면서 더 이상 천체 관측에는 사용되지 않는다.
그러나 디옵트라는 측량 분야에서 계속 사용되는데, 예를 들어 고대 그리스 사모스 섬에서 Kastro 산의 터널을 뚫는데 디옵트라가 사용된 것으로 추측되고 있다. 이외에도 디옵트라는 수로 건설과 같은 건설 공사에 사용되었는데, 그 측정이 상당히 정교했다고 한다. 이후 디옵트라는 세오돌라이트가 등장하면서 더 이상 측량의 용도로 사용되지 않는다.

#### 그리스의 측량가

##### 밀레투스의 탈레스

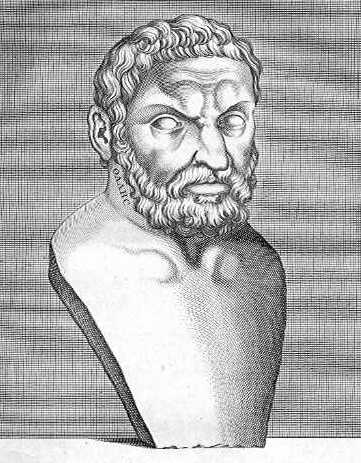
밀레투스의 탈레스

밀레투스(오늘날의 터키)의 탈레스(Θαλής ο Μιλήσιος, 624-527 B.C.)는 그리스의 철학자이자, 수학자이다. 그는 화려한 문명으로 널리 이름을 떨치던 바빌로니아와 이집트를 방문하였다. 그는 당시 이집트와 바빌로니아 사람들이 갖고 있던 측량술을 배우는 것은 물론, 좀 더 측량 기술의 본질을 탐구하였다. 그는 스스로 많은 명제를 발견해냈고, 현실적인 문제에 관심을 갖던 이집트의 측량술과는 달리 그는 좀 더 근본적이고 일반적으로 문제에 접근하였다. 이런 그는 이집트에서 배운 측량술을 바탕으로 다음과 같은 다섯 가지의 정리를 유도해 낸 것으로 알려져 있다.

1. 임의의 지름도 원을 정확히 이등분한다.
2. 이등변 삼각형의 두 밑각은 같다.
3. 맞꼭지각의 크기는 같다.
4. 두 개의 삼각형이 한 변이 같고, 그 변과 인접한 두 각이 같으면 두 삼각형은 합동이다.(ASA 합동)
5. 반원의 원주각은 90도이다.

탈레스는 닮음 삼각형의 성질과 그림자의 길이를 이용하여 피라미드의 높이를 잰 것으로 유명하다. 구체적으로, 그는'막대기의 그림자 길이와 막대기의 실제 길이가 같아지는 순간'에 피라미드의 그림자의 길이를 재 그 높이를 측정했다고 한다.

##### 에라스토테네스

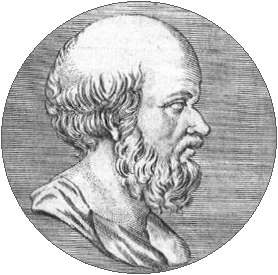
에라스토테네스의 초상화

에라스토테네스(Ἐρατοσθένης)는 그리스의 수학자이자 시인, 운동선수, 천문가, 음악이론가이자 측량가이다. 그는 처음으로 지구 둘레의 길이를 측량한 것으로 유명하다. 그는 호의 길이와 중심각의 크기가 비례한다는 사실을 이용하였는데, 자신이 살던 알렉산드리아(Alexandria)에선 우물에서 태양빛이 7.2°를 이루지만 시에네(Syene)에서는 바로 머리 위, 즉 0°를 이룬다는 것을 보고 두 도시 사이의 거리를 측정하여 지구의 둘레를 측정하였다. 그가 측정한 두 도시 사이의 거리는 5,000 stadia였고, 이를 이용하여 계산을 하면 지구의 둘레 C=5,000(stadia)×(360°)/(7.2°) =250,000(stadia)가 된다. 1 stadium은 대략 180m 이므로 250,000 stadia = 45,000 km가 대략 나오게 되는데, 이는 현재 알려진 지구의 둘레와 비교해 보아도 차의가 얼마 없을 정도로 정확한 값이다.

알렉산드리아(Alexandria)와 시에네(Syene)의 우물 모식도

## 중세 유럽, 이슬람의 측량

### 량의 발전 방향
중세 유럽 시대에는 역시 암흑기 시대라고 불린 만큼, 과학이 철저히 배제되었다. 이 때문에, 특히 뛰어나게 측량이 발전된 모습은 거의 나타나지 않았다고 볼 수 있다. 유럽에서는 무려 4세기 동안 측량의 개발이 거의 없었는데, 첫 번째 이유는 로마의 문화유산이 거의 받아들여지지 못했다는 점이며, 다른 이유는 동서유럽간의 교류가 거의 이루어지지 못했기 때문이다. 그렇기 때문에, 지역별마다 측량의 발전사가 다른 방향으로 발전해나갔다고 볼 수 있다. 그러나 유럽은 13세기로때 급격한 측량의 발전이 이루어졌는데, 그 이유는 이슬람 문화권이 보존하고 있던 로마 유산으로부터 그 발전의 원인이 된다.

#### 서유럽
서유럽에서는 Carlovingian이라는 수도원은 운동을 펼쳤는데, Benedictines와 Monte Cassina의 설립과 Ireland에 있던 St.Columban이라는 수도원의 개입을 통하여 이 운동은 성공적으로 펼쳐질 수 있었다. 그들은 예술작품을 하는데 있어서 정밀성을 요구했기 때문에 나름대로의 측량이 발전할 수 있었다. 그러나, 서유럽의 실질적인 측량의 발전은 이슬람이 남겨왔던 그리스/로마/이슬람 문화의 유입을 통하여 이루어졌다.

#### 동유럽
동유럽은 대표적으로 이슬람권이라고 할 수 있는데, 무함마드(Muhammad)의 전성기 시대 때, 그는 이미 시리아(Syria)를 넘어, 이집트, 메소포타미아, 인도 국경지대, 스페인 국경지대까지 광범위하게 영역을 차지하고 있었다. 8세기 중반부터 이슬람(Muslim)은 인도 힌두의 숫자체계를 받아들이고 천문학에 전력을 쏟고 있었다. 아랍(Arab)은 게다가 페르시아문화로부터 대수학이나 기하학 관련 자료들을 받아들임으로써 이슬람권의 측량은 사실상 대단할 수 밖에 없었다.

### 평준화기구
이슬람권은 그리스와 로마 시대에 쓰였던 평준화 기구에 대해서 상당히 익숙해있지 않았다. 그들은 애초에 수로의 사용에 관하여 상당히 익숙해져있지 않았었다. 이슬람권은 원시적으로 물을 부워서 그 물의 흐름을 통하여 땅의 평준화를 했다고 한다. 그러나, 시대가 지나면서 이슬람권은 Astrolabe나 geometric square을 활용하여 평준화를 시도하였다. butani, ibnSina라는 도시에 살았던 조립사와 건축가들은 이등변삼각형 모양, 정사각형 모양의 plumb bob을 활용하여 땅의 평준화를 했다고 한다. Lujun, Tignari라는 도시에서는 직사각형 모양의 나무 판자에 그어진 수직선과 평행선들을 이용하여 땅의 평준화를 했다고 전해진다. 이슬람도 자신들 나름의 평준화 기구를 많이 개발하였다.
서양 유럽에서는 이러한 평준화 기구가 Leonardo ol Pisa라는 인물에 의하여 처음으로 언급되었다. 그는 납으로 이루어진 이등변삼각형 모양의 평준화기구에 대하여 언급했으며, 그는 로마 시대에 이루어진 측량에 대해서 다시 한 번 검증하는 측량을 진행하였다.
로드(rod)를 이용한 평준화는 거의 이루어지지 않았다고 나와 있다. 이슬람에서도 오직 두 명의 인물이 로드(rod)와 관련된 평준화를 언급하였는데, 한 명은 al-chazini라는 인물이고 또 다른 인물은 Anwam이다. 그러나 막대를 이용한 평준화는 Heron이 사용했던 dioptra에 의해 그 기능은 저하된다.

### 중세 유럽에 사용되었던 측량기구

#### Astrolabe
7세기 무렵에 이슬람은 시리아인들을 통하여 그리스의 지식들을 수용할 수 있었다. 8세기 중반에는 이 지식들을 더욱더 이론적이고 실용적으로 활용하였다.
Astrolabe는 지금도 아직 쓰이고 있는 대표적인 측량기구이다. Astrolabe는 원래 별을 측정하는 기구로써, 별의 고도를 측정하는데 이용되었다. Astrolabe는 크게 두 가지의 종류가 있는데, 첫 번째 종류는 amillary 종류로써, 세 개의 고리들이 각각 x,y,z 방향으로 수직하게 되어 있는 기구와 두 번째 종류는 planisphere 종류로써, 천구면에 입체적으로 정사영을 시킬 수 있는 기준이 되었던 기구였다. 이 Astrolabe는 바빌로니아에서부터 시작되었던 360등분으로 되어 있었는데, 이는 이슬람이 그리스의 문명을 발전시키고 그리스가 바빌로니아의 문화를 수용했다는 것을 보여준다. Astrolabe는 크기와 재질에 따라 그 종류가 다양한데, 대개 황동으로 구성되어 있다고 한다. 그리고 그 크기는 의외로 작았으며, 20cm 이상보다 크지 않으며, 대개의 크기는 약 7.5cm정도 된다고 한다.
Astrolabe의 발전에 기여한 인물들은 크게 두 사람이 있다. 첫 번째 사람은 Persian Al Bernni라는 인물이다. 그는 물리학자, 천문학자, 수학자, 지질학자, 역사학자로써, 그 당시의 Astrolabe의 사용에 관하여 완벽하게 정리하였다. 두 번째 사람은 al-/nqali라는 인물이다. 그는 11세기, 즉 거의 이슬람권 말기 시기의 인물이라 봐도 되는데, 그는 Astrolabe와 관련된 간단한 projection의 원리를 정립화시킨 인물이다.
이러한 Astrolabe의 발전은 Astrolabe의 대중화를 이루어냈다. 950년대의 이슬람권에서 사용되었던 Astrolabe는 무려 300여개나 되었다.

#### Geometric square
Geometric square는 Astrolabe에 나타나는 한계를 극복(Astrolabe는 완벽한 정사각형의 그림자를 요구했음)하기 위해서 등장한 측량 기구이다. 가장 처음의 Geometric square는 gerbert로부터 나왔지만, geometric square의 발전은 이슬람권에서 본격적으로 일어났다. Geometric square는 단순히 정사각형을 맞추기 위해서 생겨난 것은 아니며, 거리와 높이 측정에도 이용될 수 있다. 이 Geometric square는 나무와 금속으로 구성되어 있으며, 이 기구를 만들시에는 정확한 직각을 요구한다. Geometric square에는 크게 두 종류가 있는데, 하나가 alidade이고 다른 하나는 plumb-bob이 있다. Alidade는 rod 위에 조그마한 조각판들로 구성되어 있으며, plumb bob은 아예 하나의 정사각형 판이 끝에 부착되어 있는 형태였다. 이슬람권에서는 Alidade가 자주 이용됐었다.

#### 자석 나침반
자석 나침반의 발견이야말로 측량사에 있어서 굉장히 큰 공헌을 한 측량기구라고 할 수 있다. 그러나 13세기까지 그 자석을 활용한 측량의 발전은 사실상 찾아볼 수가 없었다. 자석 나침반의 기원은 사실상 자철석의 자성연구로부터 왔다고 할 수 있다. 자석 나침반은 그러나 단순히 자철석을 이용해서 탄생한 것은 아니다. 자석 나침반의 기본 조건으로서 필요한 것은 바로 나침반의 그 바늘이라고 할 수 있다. Alexander Neckam, De Utensilibus 두 인물이 나침반의 바늘에 관한 기록을 서술하였는데, 12세기 전까지만 해도 이 바늘이 발견되지 못하였다.
지역에 따라서도 나침반의 중요도가 차이가 있었는데, 바이킹과 같은 유럽북방민족 같은 경우에는 항해를 상당히 많이 했기 때문에 나침반의 존재가 그 민족들에게 있어서 정말로 중요한 물건이었다. 나침반이 생겨나기 전에는 바람의 방향을 이용하여 방향을 예측하였다.
13세기의 나침반의 과학적인 설명을 가장 잘 해낸 사람으로 손꼽는 사람이 바로 Petrus Peregrinius de Maricourt이다. 그는 floating compass, pivot compass 등 다양한 나침반을 소개했으며, 그는 나침반들에 관한 다양한 정보를 제공해주었다.

### 중세 시대 측량의 증거
아까와도 말했듯이, 중세 시대의 측량은 그렇게 많지 않았었다. 유럽 중세 시대는 그 당시에는 상당히 큰 크기의 땅을 완벽하게 측량을 해서 나눌 필요가 없었다. 그들은 거의 임의대로 땅을 나누었으며, 각 지역마다의 측량 단위조차 통일되지 못했기 때문에 측량의 발전을 기대하기는 어려웠다. 그러나, 유일하게 직각측량법에서 직각삼각형을 활용한 닮음을 활용한 새로운 기술을 발전시켰다는 내용이 있었고, 이는 르네상스 시대에 이어서까지 활용된 기술이기도 하였다. 이 내용은 Geometricia Culmensis라는 저서에 서술되어 있다.
중세 유럽 시대에 가장 측량이 잘 나타나 있는 부분 중 하나는 바로 고딕 양식의 대성당들이다. 그러나 이 때 사용되었던 건축 방법이나 측량 방법에 관련된 기술자의 기록이나 기구들이 많이 발견되지 못하여 사실을 밝혀내는데 사실상 큰 어려움이 있다. 유럽 시대에는 심지어 수로, 길이나 다리조차도 거의 지어지지 않았다고 한다. 그 당시에 있었던 그나마의 수로라 해봤자, 호수 Maggorie에서 밀라노까지 잇는 30km채 되지 않는 수로가 있었다고 한다. 사실상, 유럽 중세 시대에는 그 정도로 암흑기였다는 것을 알 수 있다.

## 르네상스의 측량술 및 측량 기구의 발전
르네상스는 그 어느 시대보다도 측량 기술이나 기구가 혁신적으로 발달한 시기이다. 이 시기에 측량기술이 크게 발달할 수 있었던 역사적 배경에는 여러 가지가 있지만 그 중 가장 중요한 것들은 다음과 같았다.
1. 봉건제가 무너짐에 따라 땅에 대한 개인 소유의 개념이 광범위해졌다.
2. 지도 제작에 대한 사람들의 관심이 증가했다.
3. 좀 더 정밀하고 정확한 군사무기에 대한 요구가 증가했다.
4. 항해술이 크게 발달하였다.
5. 보다 정확히 천체를 관측하고자 했다.[10]

### 르네상스의 측량 발달 역사

#### 봉건제의 몰락
봉건제가 무너지면서 땅에 대한 개인의 소유권이라는 개념이 훨씬 더 중요해지고 광범위해졌다. 이 변화는 영국에서 가장 먼저 일어났는데, 기존의 귀족과 농노의 신분 구조가 무너지게 되고, 영국과 네덜란드 사이의 양모 교역이 크게 증가하게 되면서 대토지 소유자가 증가하게 된다. 이러한 대토지 소유자들은 농노들이 경작하던 땅을 사서 양을 키웠다. 이것은 귀족들의 부를 증가시켰지만, 동시에 수많은 소작인들을 실업자로 만들었고 이들의 큰 반발을 샀다.

그러나 이후 영국 양모의 가치가 평가절하되면서 일반인들에게 땅이 재분배된다. 이 때 많은 사람들은 서로 인접한 땅에 대해서도 소유권을 주장했고, 따라서 토지 경계에 대한 좀 더 정확한 정의와 측정 방식이 요구되었다. 법정 기록: 정확한 양과 모양, 그리고 정확한 경계가 명시된 토지의 매매 기록이 남겨져 오면서 당시 측량 기술의 중요성에 대해 알려준다.

#### 지도 제작에 대한 관심 증대
클라우디오스 프톨레마이오스의 저작 Geography 이 발견되면서 다시 지도제작에 관한 관심이 증가했다. 게다가 포르투갈과 에스파냐의 신대륙 발견과 겹치면서 지도 제작에 대한 동기부여가 가속되었다. 15세기 말까지 유럽 전역의 지도를 만드는데 일조한 Gymnasium Vosagenes라고 알려진 지식인들의 그룹이 있었는데 Martin Waldseemüller가 대표로써 있었다. 그는 세계 지도나 Carta Itineraria Europe이라는 유럽 전역의 지도를 만드는데 관여했는데, Tabulae Chorographie라는 이름으로 출판된 Lorraine과 북부 Rhine 지방의 지도는 그들의 지도가 무계획적이고 주먹구구인 편찬이 아닌, 정확한 측량을 기반으로 제작된 지도임을 보여준다. 비록 그들이 어떻게 지도를 만들었는지에 대한 과정이 남겨지지 않았지만 다른 논문에 그가 사용했던 측량 기구였던 Polimetrum에 대한 기록이 있다. Polimetrum은 수평각과 수직각을 동시에 측정할 수 있었으며, Theodolite와 Transit의 전형이 되었음을 추측할 수 있다.

#### 항해술의 발달
13세기부터 15세기 중반까지 유럽 항해술은 Venice나 Genoa와 같은 이탈리아에서 우선적으로 발전했다. 항해술의 목적은 저 멀리 동양 지방(ex: 인도)에서 수입하는 상품들이 좀 더 효율적이고 값싸게 항구에 도달할 수 있도록 하는 것이었다. 당시 이탈리아에는 동양 사치품들로 채워졌던 거대한 상점이 있었고, 유럽 전역으로 물건을 수출했다. 이러한 해안 무역에서 측량 기술에 대해 두 가지 중요한 발전이 이루어졌는데, 첫 번째는 바다에서 사용할 수 있는 컴퍼스의 설계였고 두 번째는 해안선을 측량하는 기술이다. 이 두 기술은 모두 정확하고 정밀한 측량 기술에 바탕을 두고 있다.
이탈리아의 도시들이 동방 무역으로 인한 경제적 이익을 독점하자, 다른 유럽 국가들은 다른 항로를 이용하여 동방과 무역을 할 수 있기를 원했다. 가장 먼저 신대륙 개척에 나선 국가는 포르투갈이었는데, 항해가 엔리케(Henry the Navigator)의 주도 아래 아프리카를 한 바퀴 돌아서 동방과 교류할 수 있는 항로를 찾기 위해 노력하였다. 신항로를 개척하기 위한 엔리케의 노력 중 하나는 포르투갈의 땅끝마을 사그레스를 전진기지로 삼고, 그곳에 항해 학교를 세워 항해에 필요한 지도 제작술과 측량술, 위도와 경도의 결정 등을 가르쳤다. 엔리케와 함께 항해학교에서 측량술과 지도제작술을 가르친 측량가로서 'Mestre Jacomo' 혹은 'Jehuda Cresques'라는 사람이 전해진다.
현재 포르투갈 항해사들이 사용한 아스트롤라베, 사분의, 그리고 컴퍼스같은 항해 도구에 관련한 문서 기록들이 남아있다. 아스트롤라베는 1482년 Diogo de Azambuja에 의해 처음으로 사용된 것으로 기록되어 있다. 특이하게도, Jacob’s staff를 사용했다는 기록이 전해지지 않는데, 후에 항해사들 사이에서 굉장히 널리 사용되는 이 측량 기구가 100년 간 포르투갈, 에스파냐 항해사들에 의해 사용되지 않았다는 사실은 아직 의문으로 남아 있다.
역사적으로 봤을 때 이 시기에 만들어진 중요한 측량 기기 중 하나는 경도를 결정하기 위한 시도에서 개발된 Jean Rotz의 differential quadrant이다. 그는 자연과학자이자 항해사로서, 최고 수로학자로 임명받았다. 그의 논문에서 그는 오늘날 현대 데오돌라이트(theodolite)의 전형으로 여겨지는 자신의 different quadrant가 어떻게 고도와 방위각을 동시에 측정할 수 있는지 소개한다.

### 르네상스의 대표적 측량 도구

#### 아스트롤라베

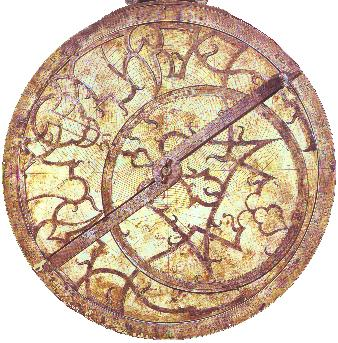
16세기 아스트롤라베의 모습

고대부터 전해져 내려오는 수많은 측량 도구 중에, 아스트롤라베만큼 더 잘 알려진 것도, 그리고 오랫동안 쓰여진 기구는 없다. 오늘날까지도 아스트롤라베는 다양한 곳에 쓰이고 있는데, 그 단어의 기원은 ‘별을 측정하는 기구’로서 원래 아스트롤라베가 별의 고도를 측정하는데 쓰였다는 것을 암시한다. 실제로 아스트롤라베는 역사적으로 태양, 달, 행성, 그리고 별들의 위치를 예측하는데 쓰였을 뿐만 아니라, 측량과 점성술을 하는데도 쓰였다.
아스트롤라베는 기원전 150년, 헬레니즘 시기에 발명되었다. 별자리 조견반(planisphere)와 디옵트라가 서로 합쳐진 모양의 아스트롤라베는 천문학에서 다양한 문제를 풀어낼 수 있었다. 아스트롤라베는 중세에 이슬람 천문학자들이 각 눈금과 방위각을 나타낼 수 있는 눈금과 원을 추가하면서 더 발전되었다. 중세에는 주로 아스트롤라베는 메카의 방향을 찾기 위한 도구로 사용되었었다.
16세기 삼각측량법이 소개되면서, 둔각과 예각의 측정이 필요하게 되었고, 그리고 아스트롤라베는 직각이 아닌 각을 측정하기 위한 첫 번째 측량 기구 중 하나가 되었다. 각을 측정한다는 이러한 새로운 기능에 맞춰 아스트롤라베는 좀 더 편리하게, 그리고 정확하게 각을 잴 수 있도록 발전하였다. 천문 관측에 필요했던 장치는 사라졌고, 아스트롤라베를 구성하는 평판의 지름은 더 커졌다. 후에는 아스트롤라베의 한쪽 끝에 컴퍼스가 장착되면서 이제부터 이 기구는 천문 관측보다는 측량의 용도로 쓰이게 된다. 이러한  아스트롤라베에는 두 가지 형식이 있었는데, 고리 모양(armillary)와 별자리 조견반(planisphere) 식이 있었다.

#### 사분의(quadrant)

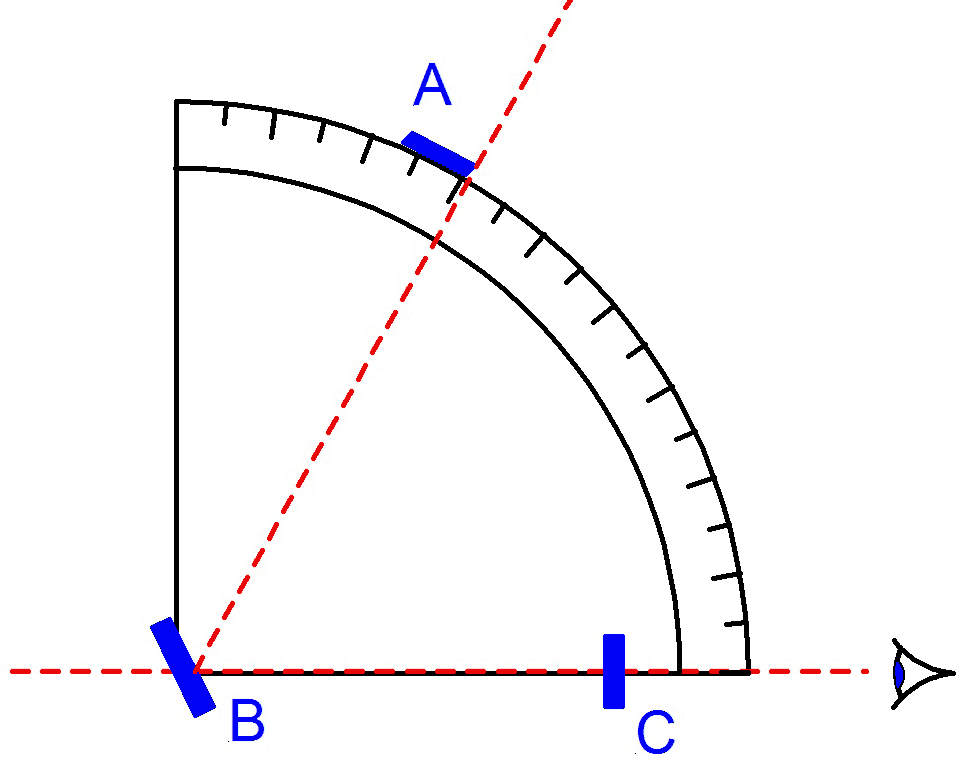
A가 정확히 햇빛의 고도만큼의 각도에 위치하게 되면, B에 그림자가 지고, C를 통해 이를 확인함으로써 태양의 고도를 측정할 수 있었다.

르네상스가 시작할 무렵, 사분의는 가장 중요한 천체 관측 기구 중 하나가 된다. 무슬림 천문학자 Ulug Beg의 예시에 따르자면, 르네상스 시기에 천문학자들은 매우 커다랗고, 복잡한 형태의 사분면을 제작하여, 다양한 각도에서 별을 관측할 수 있게 했다고 한다.
사분의는 원래 그 모양이나 기능에 따라 다양한 종류가 있었다. 이를테면, 삼각비에 관련된 문제를 풀기 위해 만들어진 sine quadrant, 위도에 관계 없이 천체의 위치에 관한 문제를 해결하기 위한 universal quadrant, 태양으로 시간을 재기 위한 horary quadrant, 그리고 본래 천체 관측 도구였던 아스트롤라베에서 파생되어 온 아스트롤라베 사분면(astrolabe quadrant)가 있다. 특히 아스트롤라베 사분면은 무슬림에 의해 발전된 더 많은, 복잡한 형태의 천체 관측용 사분면에 대한 기록이 남아 있지만 일반적으로, 16세기의 시작부터 유럽인들은 사분면을 오히려 더 간단하게 만들어서 측량의 용도로 사용하였다. 일반적으로, 측량을 목적으로 하는 사분의는 눈금자와 다림추만을 포함하고 있었고, geometric quadrant라고 한다.

Geometric quadrant가 가장 처음 측량에 이용한 것은 수평, 수직을 맞추기 위함이었다. 이 사분의는 군사 목적으로 사용되었는데, 대포의 포신에 고정될 수 있도록 긴 팔과 균형추가 있는 구조로 되어 있는 것과 포신의 위에 올려 놓아 고정시킬 수 있는 구조가 있어 포신을 정확하게 수평, 혹은 수직으로 맞추기 위해 사용되었다.
Geometric quadrant가 측량에서 이용된 또 다른 대표적인 예 중 하나는 태양의 고도 측정인데, 태양을 직접 보지 않고도 고도를 구하기 위해 사람들은 back observation quadrant를 개발하였다. 이 사분면을 이용하면, 오른쪽 그림에서 보는 것과 같이 A가 태양의 고도에 맞춰줘 있을 때 B에 그림자가 생겨, 그 그림자를 C를 통해 볼 수가 있게 되어 태양을 보지 않고도 그 고도를 측정할 수 있었다.
조준의(앨리데이드, alidade) 가 같이 있는 휴대용 사분의는 측량으로는 그렇게 자주 쓰이지는 않았지만, geometric square에서 4분원이 추가된 모양이었다. 휴대용 사분의는 주로 측량용 표척 위에 올려져서, 지형을 측량하는 데 주로 사용되었다고 한다. 비록 둔각을 측정하고, 아스트롤라베에 비해 그 방향이 더 어려웠지만, 좀 더 명확한 눈금 측정을 할 수 있었다.

#### 세오돌라이트(theodolite)와 트랜싯(transit)
세오돌라이트나 트렌싯은 서로 매우 비슷한 천체 관측 도구인데, 어떤 수평면을 기준으로 하여 수평각과 방위각을 측정하는데 쓰였다. 트랜싯은, 세오돌라이트와 비슷한 형태의 측량기기였는데, 망원경이 수평축을 기준으로 자유롭게 회전할 수 있는 구조로 되어 있다는 점이 달랐다. 오래된 형태의 트랜싯이나 세오돌라이트는 무슬림의 천문 관측 기록에서 처음으로 발견되는데, 이 관측 장비들은, 방위각을 재기 위한 수평으로 누워 있는 매우 큰 원고리와, 그 가운데에 수직으로 서 있어서 회전할 수 있는 사분의로 이루어져 있다. 이런 형태의 세오돌라이트는 16세기에 티코 브라헤가 Uraniborg에서 관측할 때 사용되었는데, 세오돌라이트를 최초로 사용한 것으로 알려진 천문 관측 기록은 Regiomontanus의 ‘torquetum’ 에서였다.
세오돌라이트의 원리를 측량 도구에 가장 먼저 응용한 것은, 16세기 Waldseemuller의 polimetrum이었다. Waldseemuller는 항해를 목적으로 세오돌라이트의 원리를 응용해 사분의를 제작한다. 그러나 polimetrum은 대륙의 지질학자나 측량가들로부터 사용되지 못했는데, 왜냐하면 다양한 아스트롤라베와 컴퍼스를 이용하여 이미 만족스러운 측량을 수행하고 있었기 때문이다.

#### Jacob’s Staff
Jacob’s Staff, 혹은 cross-staff라고 불리는 측량기기는 14세기의 유대 수학자 Levi ben Gerson에 의해 최초로 만들어졌다. 하나의 막대기와, 막대기에 걸려 있는 나무 판자의 위치를 조절하여각도를 잴 수 있었다. Jacob’s staff의 주요 기능은 두 가지로 나눌 수 있었는데, 첫 번째로 천체 관측이나 항해에서 각도를 재는 기능, 두 번째로 컴퍼스나 다른 측량 기기를 땅에 고정시켜 주는 역할이었다. 그것을 만든 ben Gerson의 죽음 이후로 거의 사용되지 않다가, Regiomontanus에 의해 르네상스 초에 다시 널리 사용되게 된다.
16세기 약 30년 동안, Jacob’s staff는 측량과 항해에 매우 중요한 기구로 쓰였고, 사용 방법과수구조에 있어 일련의 변화와 발전을 거쳤다. Jacob’s staff는 표를 보고 각도를 측량할 수 있는 것과, 직접 각도를 잴 수 있는 것 두 가지 종류로 나눌 수 있는데 전자는 보통 측량용, 후자는 항해나 천문 관측에 주로 사용되었다.
측량용으로 사용된 Jacob’s staff는 밑 부분에 나사, 그리고 윗 부분에 구체 관철을 연결하여, 컴퍼스나 트랜싯, 혹은 다른 측량 기구를 지지하는데 쓰였다.
항해용으로 쓰였던 각을 재는 Jacob’s staff는, 사용하기가 어려웠었는데, 각도를 정확, 정밀하게 측량하기 위해서는 관측자는 막대기의 끝을 볼에 정확히 갖다 대어야 했으며, 기기를 움직이지 않는 상태에서 오로지 눈빛만을 움직이면서 두 개의 서로 다른 방향에서 수평선과 별을 관찰해야 했다. 특히 태양의 고도를 관측할 때는, 태양을 정확하게 바라보기 어려워 이후 이 기기는 사분의 등으로 대체된다.

#### Compass
Compass는 한국어로 “나침반” 과 “컴퍼스”의 두 가지 의미를 갖는다. 따라서, 르네상스 시기에서 컴퍼스의 역사는 두 가지 관점에서 해석될 수 있다. 첫 번째, 단순한 측량 기구로서의 사용 또는 다른 측량 기구의 보조물로서의 관점, 두 번째, 항해의 발달과 함께 발전해온 나침반의 기능으로서의 관점에서 생각할 수 있다.
나침반을 측량에 제일 처음 사용한 것은 광산업과 많은 관련이 있다. 르네상스 시대의 저술에서 가장 먼저 컴퍼스가 등장하는 시대를 보면, 광산업에서 광맥 등을 찾는 탐광 작업에 컴퍼스가 사용되었다는 것을 알 수 있다.

#### 삼각측량도구(Triangulation instrument)
삼각측량도구란, 라틴어로 “INSTRVMENTVM PER CIPIENDI DISTANTIAM PER SVPERFICIEM, 번역하면 “평면 상에서 거리를 구하는” 기능을 하는 측량 기기를 뜻한다. 그 당시 수평면에서 두 점 사이의 거리를 직접 재는 방법은 두 점 사이를 직각삼각형의 빗변의 길이로 생각하는 것이었다. 이 방법은 수직면에서 높이나 깊이를 재기 위한 문제에도 응용되었다. 물론 다른 방법, 이를테면 헤론의 닮음 삼각형을 이용한 방법이 있었지만 이 방법은 중세 유럽 사람들에 의해 무시된다.
삼각측량도구는 삼각측량의 원리를 좀 더 편리하게 적용시키기 위해 만들어졌다. 먼저 이 도구는세 개의 팔(arm)으로 이루어져 있는데, 이 세 개의 팔로 닮음 삼각형을 만들어서 직접 멀리 떨어진 두 점 사이의 거리를 삼각측량법을 이용해서 구한다. 구체적으로, 팔 하나는 지면의 바탕선이 되고, 두 번째 팔은 두 점 중 하나를 가리킨다. 세 번째 팔은 두 점 중 다른 점을 가리키면서, 두 팔이 서로 만나면 삼각형이 만들어진다. 이 때 이 삼각형과 더 큰 삼각형이 서로 닮음인 점을 이용한다.

### 현대의 측량[21]
오늘날, 과학과 기술의 발전으로 훨씬 더 정밀하고 정확한 거리, 시간, 각의 측정이 가능해졌다. 특히 전자기파 기술의 발달로 인한 새로운 장비들이 개발되었다. 이를테면, 1936년 러시아에서 최초의 광파측거의(electro-optic distance meter)가 발명된 것을 시작으로 1957년에는 최초의 이디엠미터(전파거리측정계), 그리고 이후 계속해서 그 크기와 성능이 발전하여 이들은 세오돌라이트와 같은 기존의 측량 기구에 장착돼 사용되고 있다.
또한 오늘날에는 비행기, 선박 등을 비롯한 (최근에는 자신의 위치까지도) 정확하게 알 수 있는 위성항법장치(Global Positioning System)이 개발되어, 이제는 예전과 같은 측량 장비가 없어도 모든 곳에서 자신의 위도, 경도는 물론 속도와 시간 간격 등을 알 수 있다. 위성 항법 장치 기술의 시초는 2차 세계 대전 때 선박이나 항공기 등의 위치를 파악하기 위해 펄스전파를 이용하는 항법, LORAN으로 여겨진다.
1959년, 저궤도를 도는 트랜싯 위성을 이용해, 위성에서 전파를 범지구적인 스케일로 송신하고, 운동하는 위성에서 수신하는 연속 전파 신호의 도플러 이동을 측정하여, 지상차, 잠수함 등의 위치를 정확하게 정할 수 있는 TRANSIT 시스템이 개발된다. 이는 처음에 미국 해군에서 사용하기 위해 만들어진 것이나, 과학자들은 이를 토대로 GPS를 생각해낸다. 오늘날 많은 위성이 우주에 쏘아 올려지고, GPS의 성능이나 정밀도 역시 매우 좋아졌다.

## 현대사까지의 측량기구[22]
- ABNEY HAND LEVEL - 수직성분의 각을 재주는 기구이다.
- ALIDADE - 평면판을 이용해서 수직/수평성분의 각과 거리를 측정해주는 기구이다.
- ALTAAZIMUTH INSTRUMENT -수직/수평성분의 각을 정확하게 보정해주는 기구이다.
- ASTRONOMIC TRANSITS - 하늘 상에서의 각을 정확하게 측정하기 위해 쓰이는 기구이다. 물체의 위치를 정확하게 끄집어 내기 위해서 사용한다.
- BAROMETER, ANEROID - 해발고도를 측정하는데 쓰이는 측량기구이다.
- BASE-LINE BAR - 삼각측량과 삼변측량을 통해서 수평거리를 측정을 가능케하는 기구이다.
- BOX SEXTANT - 역시 하늘 상에서 존재하는 물체들의 수직성분의 각을 측정하는 기구이다.
- CHRONOGRAPH - 시간을 측량하는 기구이다.
- CHRONOMETER - 시간을 측량하는 기구이다.
- CIRCUMFERENTER - 수평선과의 각과 방향을 결정해주는 기구이다.
- CLINOMETER - 수직성분의 각을 재주는 기구이다.
- COLLIMATOR - 측량기구를 정확하게 보정해주는 기구이다.
- COMPASSES - 자기장의 방향을 결정해주는 기구이다. 그 종류는 굉장히 다양하다.
- CROSS, SURVEYORS - 45부터 90도 사이의 각을 정확하게 세팅해주는 기구이다.
- CURRENT METER - 수류를 측정해주는 기구이다.(단위 시간당 흐르는 물의 양)
- GONIOMETER - 수평/수직 성분의 각을 측정해주는 기구이다.
- GRADIOMETER - 평준화할 시, 이 평면의 미세한 기울기를 확인시켜주는 측량기구이다.
- HELIOGRAPH - 삼각측량 시, 측량의 정밀성을 증가시키기 위해 사용되는 기구이다.
- HELIOSTAT - Heliograph와 마찬가지로, 삼각측량시 측량을 간편(측량이 제대로 되었는지를 보여주는)하게 하기 위해서 사용되는 기구이다.
- HORIZON, ARTIFICIAL - 정확한 수평방향을 결정해주는 측량기구이다.
- HYPSOMETER - 상당히 과학적인 측량기구인데, 끓는점 오름,내림 현상을 이용하여 해발고도를 측량하는 기구이다.
- INCLINOMETER - 빗면의 기울기를 각으로 측정하는 기구이다.
- LEVELLING ROD - 평준화 측량기구와 함께 같이 쓰이는 막대기이다.
- LEVELLING STAVES - 수직거리를 측정할 수 있는 측량기구이다.
- MINER'S COMPASS - 자기장의 방향을 결정해주는 측량기구이다.
- MINER'S PLUMMET - 어두운 환경에서 측량을 할 시 평준화할 때 쓰이는 측량기구이다.
- MINING SURVEY LAMP - 어두운 환경에서 측량을 할 시 쓰이는 측량기구이다.
- OCTANT - 두 물체 사이의 각을 정확하게 측량하는 기구이다.
- PEDOMETER - 정확한 pace을 만드는데 사용되는 측량기구이다.
- PERAMBULATOR - 바퀴를 이용하여 수평거리를 측량해주는 기구이다.
- PHOTO-THEODOLITE - 수평거리, 수직거리를 사진을 통하여 측량해주는 기구이다.
- PLANE TABLE - 알리다드를 활용하여 지도를 만들시 사용되는 그림판이다.
- PLUMB BOB - Leveling을 할 시, 쓰이는 대표적인 측량기구이다. 역시, 크기와 종류가 다양하다.
- PLUMMETS - Leveling을 할 시, 쓰이는 대표적인 측량기구이다. 역시, 크기와 종류가 다양하다.
- QUADRANT - 두 물체 사사이의 각을 측량하는 기구이다.
- RANGE POLES - 정확한 직각을 판단하는데 쓰이며, 방향을 정확하게 잡아주는 측량기구이다.
- SEMICIRCUMFERENTER - 자기장의 방향을 측정하는데 쓰이는 측량기구이다.
- SEXTANTS - 수직성분의 각을 측정하는데 이용된다.
- SIGNAL MIRRORS - 긴 거리를 측정할 시, 사람들끼리 서로 잘 측정이 되고 있는지 확인을 시켜주는 측량기구이다. 역시, 삼각측량할 시, 사용되는 측량기구이다.
- STADIA BOARDS - 거리 측정에 쓰이는 기구이며, stadia rods라고도 불린다.
- STADIMETER or STADIOMETER - 거리 측정에 쓰이는 기구이다.
- TAPES - 거리를 측정하는 대표적인 기구이다. 재질에 따라 그 종류가 다양하다. tape의 길이에 영향을 끼치는 요인이 많기 때문에 정밀성이 떨어진다고 볼 수 있다.
- THEODOLITE - 거의 측량할 시 필요한 대부분의 값을 측정할 수 있는 기구이다. 각, 거리부터 방향까지도 측정이 용이한 기구이다. 이 기구는 천문학, 광학 등 다양한 분야에서 활용되고 있는 기구이다.
- TRANSIT - 직선거리를 정확하게 측정할 수 있는 기구이다. 그렇기 때문에, 이 기구는 정확한 방향을 확인시켜주는데 그 공헌을 많이 하는 기구라 볼 수 있다.
- WAYWISER - 바퀴의 원리를 이용해서 길이를 측정하는 기구이다.